# 保科広一
保科 広一（ほしな こういち、1998年6月3日 - ）は、大阪府堺市出身の社会人野球選手、元プロ野球選手（外野手）。左投左打。プロでは育成選手だった。

## 経歴

### プロ入り前
アメリカ人の父と日本人の母の間に生まれ、小学2年生の時に大阪南海ボーイズで野球を始めた。
石川県の遊学館高等学校に進学後は1年春からベンチ入りを果たし、2年夏には第97回全国高等学校野球選手権大会に出場。初戦（2回戦）の九州学院高校戦に代打として出場したが、伊勢大夢から三振を喫した。3年春から中堅手のレギュラーとなったが、3年夏は準決勝で日本航空石川に敗れ、甲子園出場はならなかった。1学年上には石森大誠と小孫竜二、2学年下に牧野翔矢がいる。
創価大学では2年春からレギュラーを獲得し、3年春の東京新大学野球リーグ戦ではベストナインとMVPに輝いた。
2020年10月26日に行われたプロ野球ドラフト会議において、読売ジャイアンツより育成ドラフト11位で指名を受け、12月2日に支度金300万円、年俸400万円（推定）で仮契約を結んだ。背番号は055。なお、このドラフトでは同級生の萩原哲もドラフト7位で指名されている。

### 巨人時代
2021年、イースタン・リーグで52試合に出場し、打率.255を記録した。同年7月13日、二軍戦からの帰宅途中にキャッチボールをしていた一般人の親子に対して保科が、「野球なんかしてもつまんねえぞ」という主旨の言葉を投げかけるという問題が発生した。これを重く見た少年の親が巨人に抗議を入れ、巨人が謝罪する事態に陥った。保科には一定期間の対外試合への出場停止処分が科された。
2022年はイースタン・リーグ8試合で打率.200、2023年はイースタン・リーグ3試合で打率.182の成績で、10月5日に球団から戦力外通告を受けた。NPB復帰を第一としながら、独立リーグや社会人野球でのプレーも選択肢とし、12球団合同トライアウトに参加した。

### 巨人退団後
2024年、株式会社日本晴れの硬式野球部（クラブチーム）であるNbuy硬式野球部に入団した。同部では約7年ぶりという投手での試合出場も経験している。
2025年からは同じく社会人クラブチームであるCLUB REBASEでプレーする。

## 選手としての特徴
パンチ力のあるバッティングと、体重が90kgありながらも50m走5.9秒の俊足が特長。

## 詳細情報

### 年度別打撃成績
- 一軍公式戦出場なし

### 背番号
- 055（2021年 - 2023年）